# Ma copine de la fac
Pour plus de détails, voir Fiche technique et Distribution.
Ma copine de la fac (La compagna di banco) est une comédie érotique italienne réalisée par Mariano Laurenti et sortie en 1977. 
Il s'agit de la suite de La Prof et les Farceurs de l'école mixte réalisé en 1976 par le même réalisateur.

## Synopsis
Simona Girardi, la jeune et belle fille d'un industriel, est installée à Trani dans une luxueuse villa et inscrite en dernière année de lycée. Les garçons, bien sûr, rivalisent immédiatement pour entrer dans ses bonnes grâces, mais elle s'intéresse à Mario D'Olivo, son camarade de classe. Les autres filles de la classe, animées par la jalousie, disent à Simona que Mario a l'habitude de séduire puis d'abandonner les filles, et elles suggèrent également un moyen de se venger du garçon : le faire tomber amoureux et le quitter soudainement. Mais les choses ne se passeront pas comme les filles l'avaient prévu.

## Fiche technique
- Titre français : Ma copine de la fac[2]
- Titre italien original : La compagna di banco[3],[1]
- Réalisateur : Mariano Laurenti
- Scénario : Franco Mercuri (it), Francesco Milizia (it)
- Photographie : Pasquale Rachini (it)
- Montage : Alberto Moriani (it)
- Musique : Gianni Ferrio
- Décors et costumes : Elio Micheli
- Production : Luciano Martino
- Société de production : Dania Film
- Pays de production :  Italie
- Langues originales : italien
- Format : couleur par Eastmancolor - 1,66:1 - Son mono - 35 mm
- Durée : 95 minutes
- Genre : Comédie érotique italienne
- Dates de sortie :
  - Italie : 12 août 1977
  - France : 5 juillet 1978

## Distribution
- Lilli Carati : Simona
- Gianfranco D'Angelo : Professeur Ilario Cacioppo
- Alvaro Vitali : Salvatore
- Antonio Melidoni : Mario D'Olivo
- Gigi Ballista : Salvatore Girardi
- Stefano Amato : Nicola Martocchia
- Lino Banfi : Teo D'Olivo
- Francesca Romana Coluzzi : Prof. Malimonti
- Nikki Gentile : Elena Mancuso
- Ermelinda De Felice : Giuditta
- Marcello Martana : Directeur de l'école
- Susanna Schemmari : Vera
- Brigitte Petronio : Mirella
- Nando Paone : Gennarino
- Vittorio Stagni : Federico
- Linda Sini : Mme Girardi
- Rosario Borelli : M. Mancuso
- Giacomo Furia : commissaire Acavallo
- Cristina Grado : la femme de Teo

## Production
Le réalisateur Mariano Laurenti fait appel à un groupe d'acteurs réguliers pour la distribution, les protagonistes de cette comédie érotique.
Le film est entièrement tourné dans les Pouilles, entre les villes de Trani et de Bisceglie :
- À Trani, le film a été tourné dans le lycée sur le front de mer Cristoforo Colombo et on peut reconnaître le port, la cathédrale et la Piazza della Repubblica avec l'Upim (aujourd'hui Oviesse).
- À Bisceglie, en particulier sur la Via Duilio et la Piazza San Francesco[4].